# Solenura

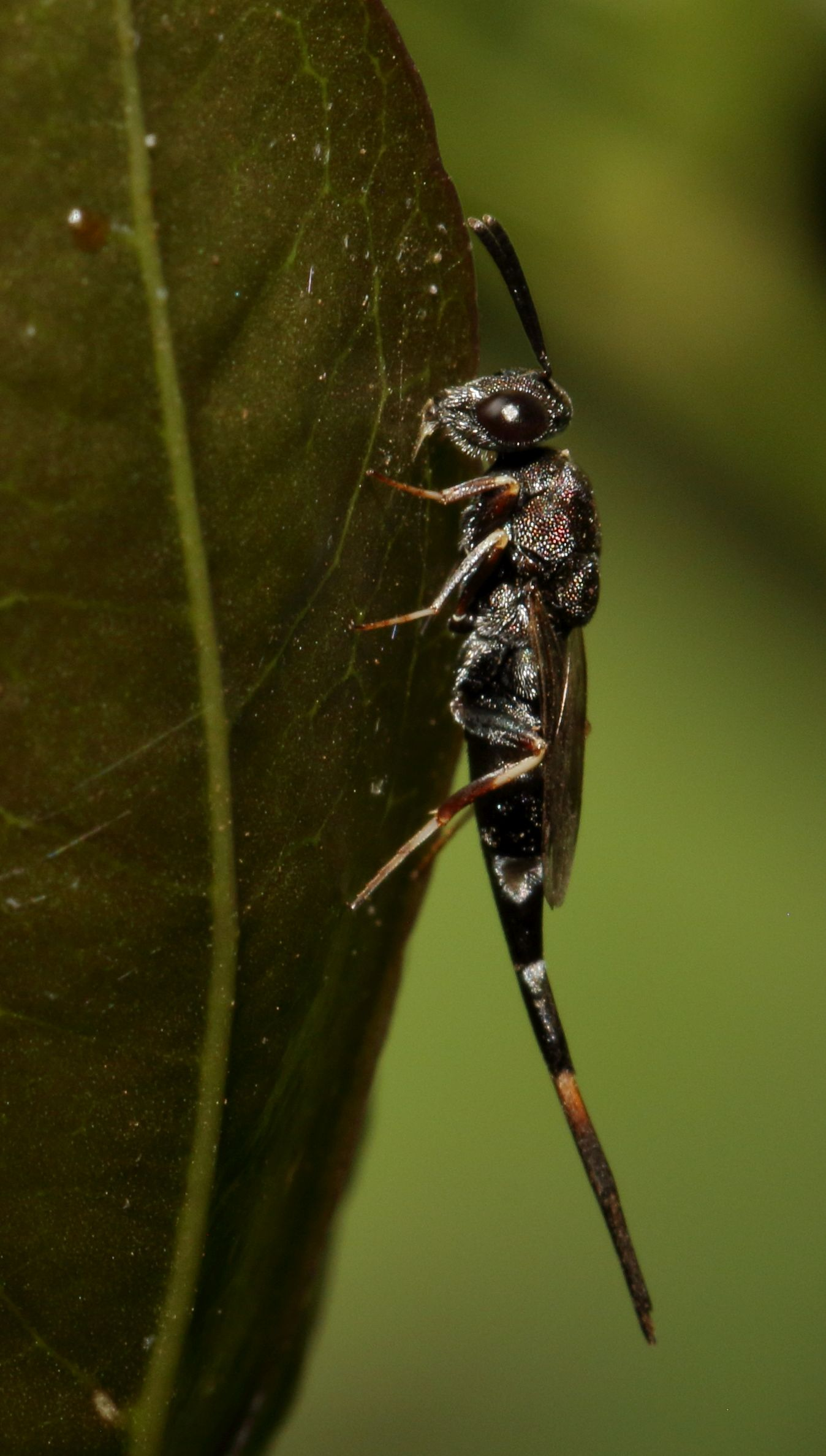
Solenura nigra ♀

Solenura ist eine Gattung in der Familie Lyciscidae innerhalb der Erzwespen (Chalcidoidea). Das Taxon wurde im Jahr 1868 von englischen Entomologen John Obadiah Westwood eingeführt. Im Rahmen einer Revision aufgrund molekularbiologischer und morphologischer Studien wurde die Gattung 2022 in die neu eingeführte Unterfamilie Solenurinae platziert. Zu dieser Unterfamilie gehört neben der Gattung Solenura nur noch die Gattung Grooca.

## Merkmale
Die Gattung Solenura umfasst relativ große Erzwespen. Die Arten weisen einen ausgeprägten Geschlechtsdimorphismus auf. Die Weibchen besitzen eine Körperlänge von bis zu 10 mm, einschließlich Fühler und Ovipositor können es knapp 30 mm sein. Die Männchen haben eine Länge von etwa 6 mm.

## Verbreitung
Die Gattung Solenura ist in der Afrotropis, in der Paläarktis und in der Orientalis verbreitet.

## Lebensweise
Die Vertreter der Gattung Solenura sind vermutlich alle Ektoparasitoide holzbohrender Käferlarven. Solenura ania konnte aus Larven von
Chrysobothris succedanea (Buprestidae) und Trichoferus campestris (Cerambycidae) gezüchtet werden.

## Innere Systematik
Die Gattung Solenura umfasst folgende Arten:
- Solenura ania (Walker, 1846)
- Solenura feretrius (Walker, 1846)
- Solenura fuscoaenea Masi, 1943
- Solenura keralensis (Narendran, 1992)
- Solenura nigra (Walker, 1872)